# Cloeon dipterum
Cloeon dipterum ist eine Insekten-Art aus der Ordnung der Eintagsfliegen (Ephemeroptera).

## Merkmale der Imago
Das Pterostigma der Flügel hat drei bis fünf Queradern (Bild 2, rechts oben), bei Cloeon simile sind es mehr. Bei der Präimago sind die Flügel milchig (Bild 7). Die Männchen besitzen Turbanaugen (Bild 1) und die Flügel sind glasklar (Bild 9). Bei den Weibchen ist das Feld zwischen den vorderen Längsadern gefleckt (Bild der Taxobox). 

## Merkmale der Larve
Der Körper ist bräunlich grünlich gefärbt mit helleren Zeichnungen und bis zu 9 Millimeter lang. Er ähnelt dem von Centroptilum luteolum. Das erste bis sechste Paar Tracheenkiemen ist doppelt. Ihre Blättchen sind rundlich und unterschiedlich groß. Das letzte Tracheenkiemenpaar ist einfach (Bild 6). Die Schwanzfäden weisen wie bei Siphlonurus eine dunkle Binde auf. Im Unterschied zu Cloeon simile ist das Endglied der Lippentaster außen zugespitzt (Bild 3) und der Kiefertaster ist nicht zweigliedrig, sondern dreigliedrig (Bild 4).

## Vorkommen und Lebensweise
Die Art kommt in Europa, Nordasien und Nordamerika vor. Die Larven leben in stehenden und langsam fließenden Gewässern. Sie sind oftmals auch in kleinen Tümpeln anzutreffen. Die Larven sind schnelle Schwimmer und ernähren sich von Detritus, Algen und Infusorien.

Die weiblichen Imagines halten sich nach der Paarung 10 bis 14 Tage ruhend in der Nähe von Gewässern auf. Innerhalb von Sekunden bis Minuten, nachdem die Eier von den Weibchen ins Wasser abgegeben werden, schlüpfen die Vorlarven (Ovoviviparie). Es gibt pro Jahr in der Regel zwei, bei günstigen Bedingungen auch drei Generationen. Die Flugzeit der Imagines reicht von Mai bis September.

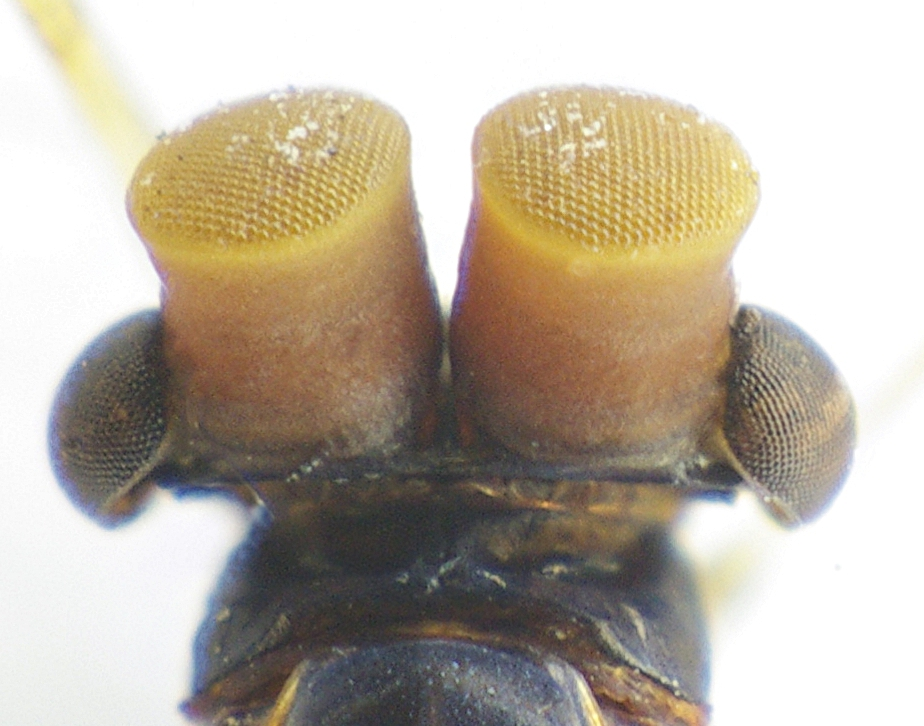
Bild 1: Turbanaugen
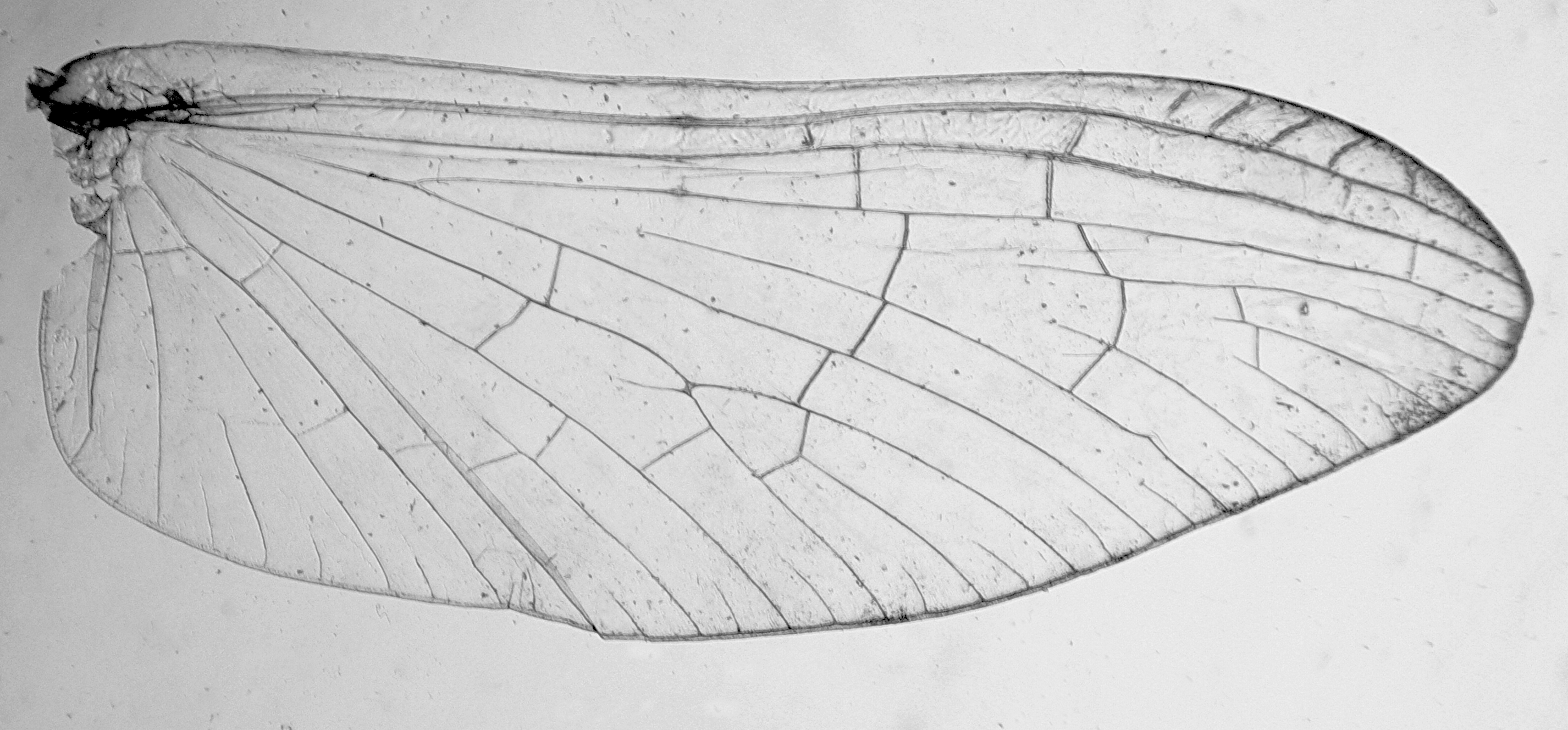
Bild 2: Flügel
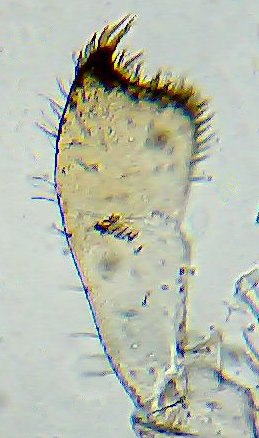
Bild 3: Endglied des Lippentasters der Larve
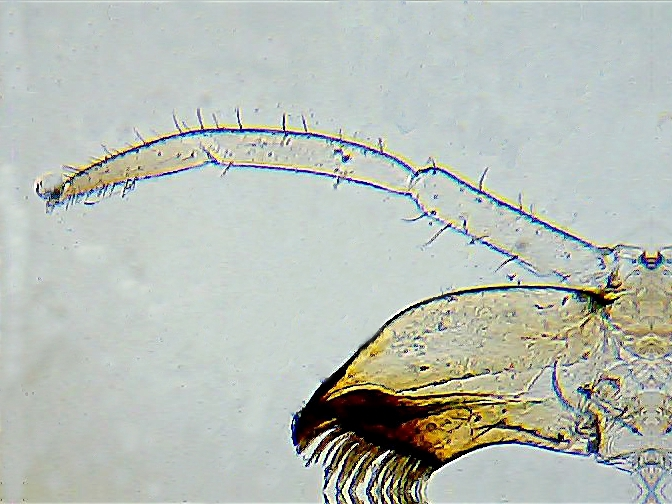
Bild 4: Unterkiefer mit Kiefertaster der Larve
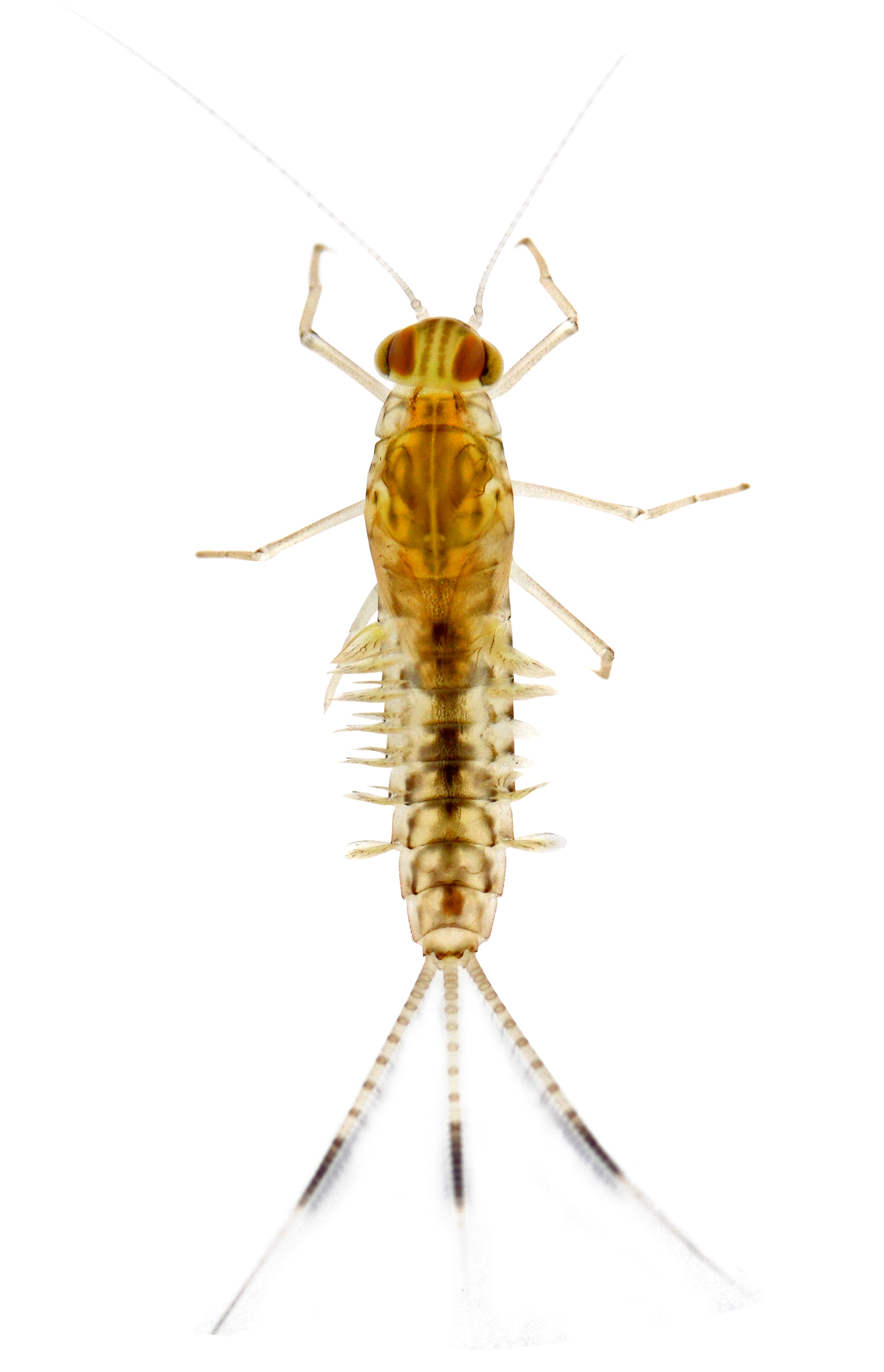
Bild 5: Nymphe
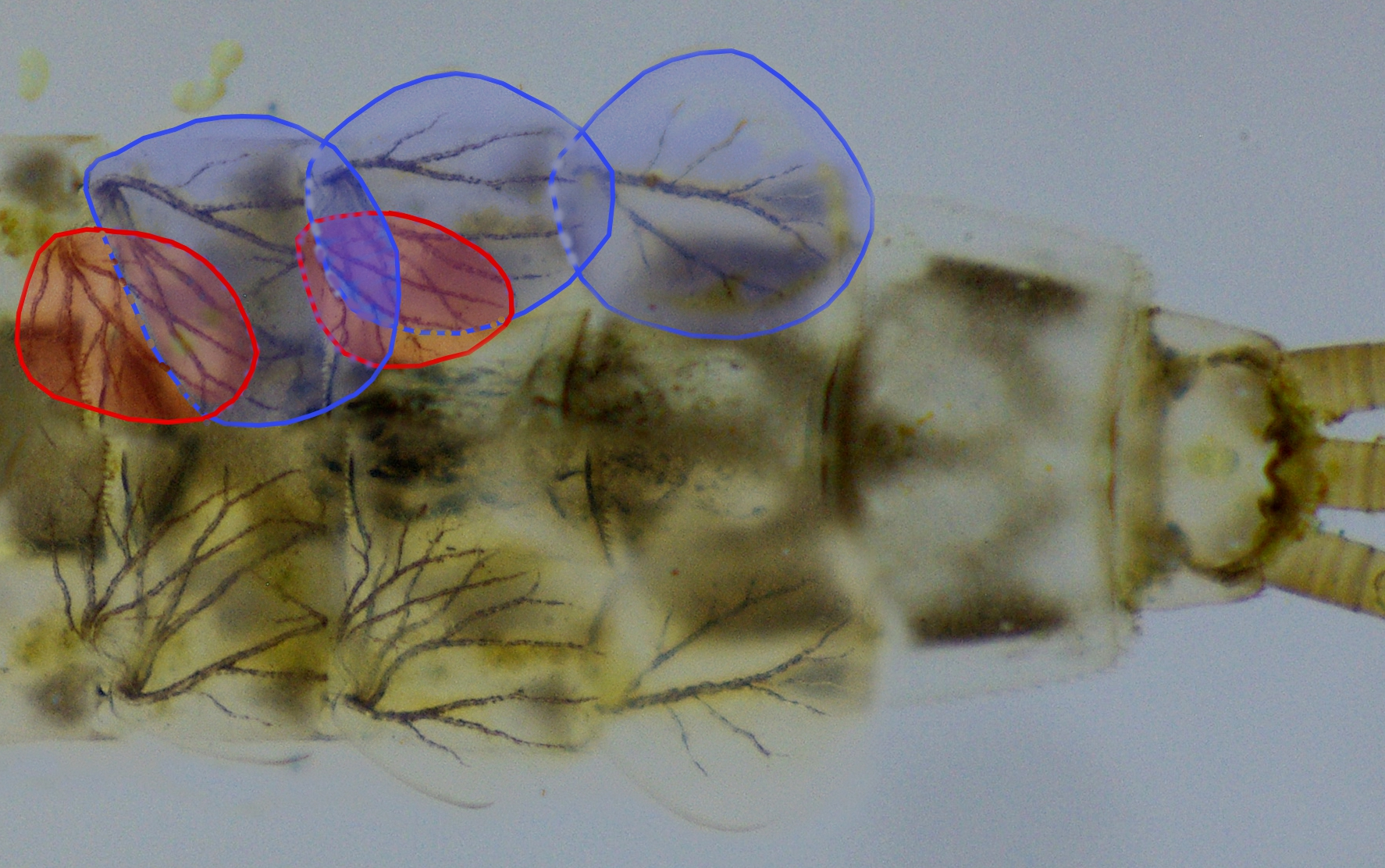
Bild 6: Kiemenblättchen oben koloriert
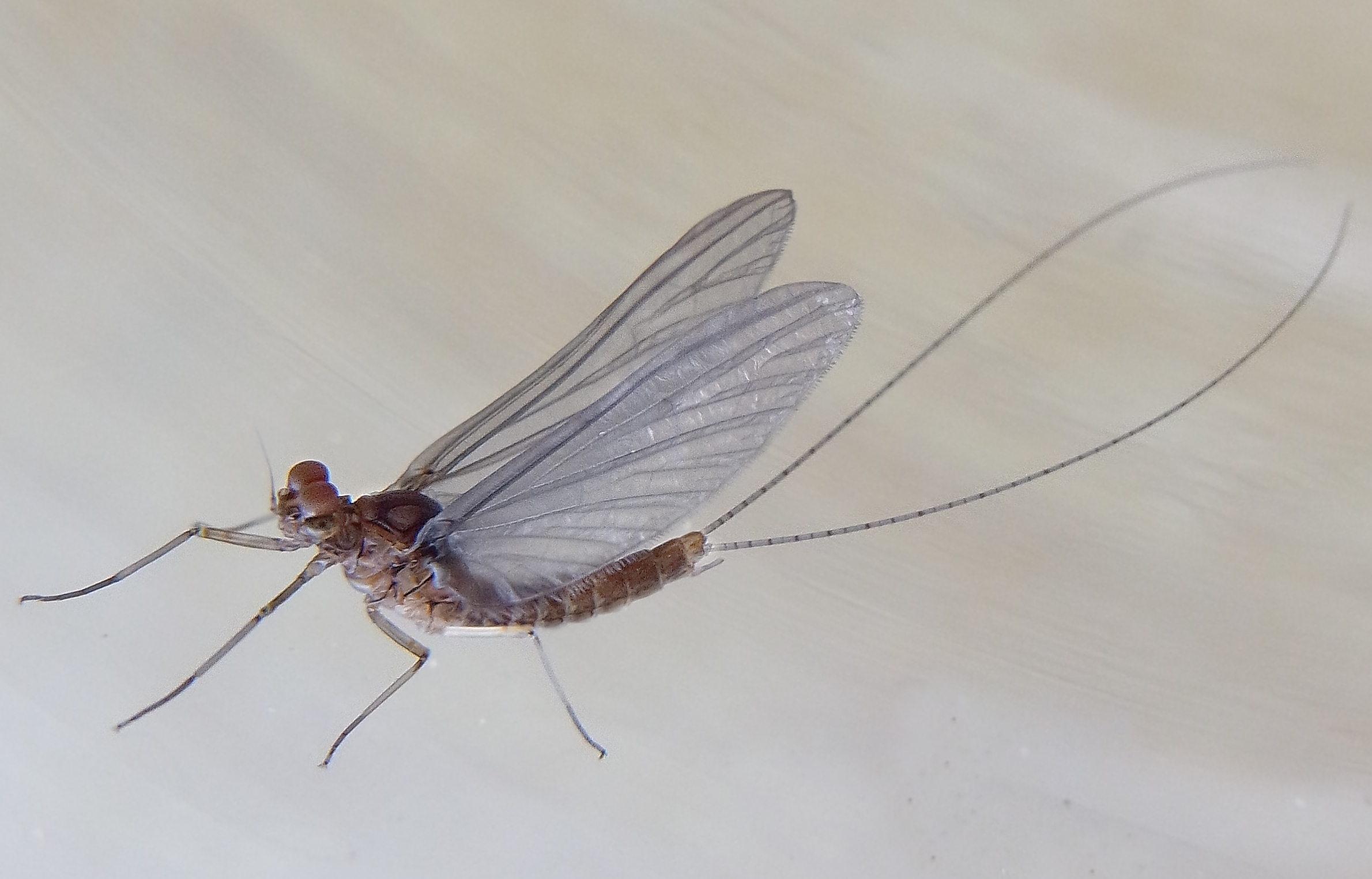
Bild 7: Präimago
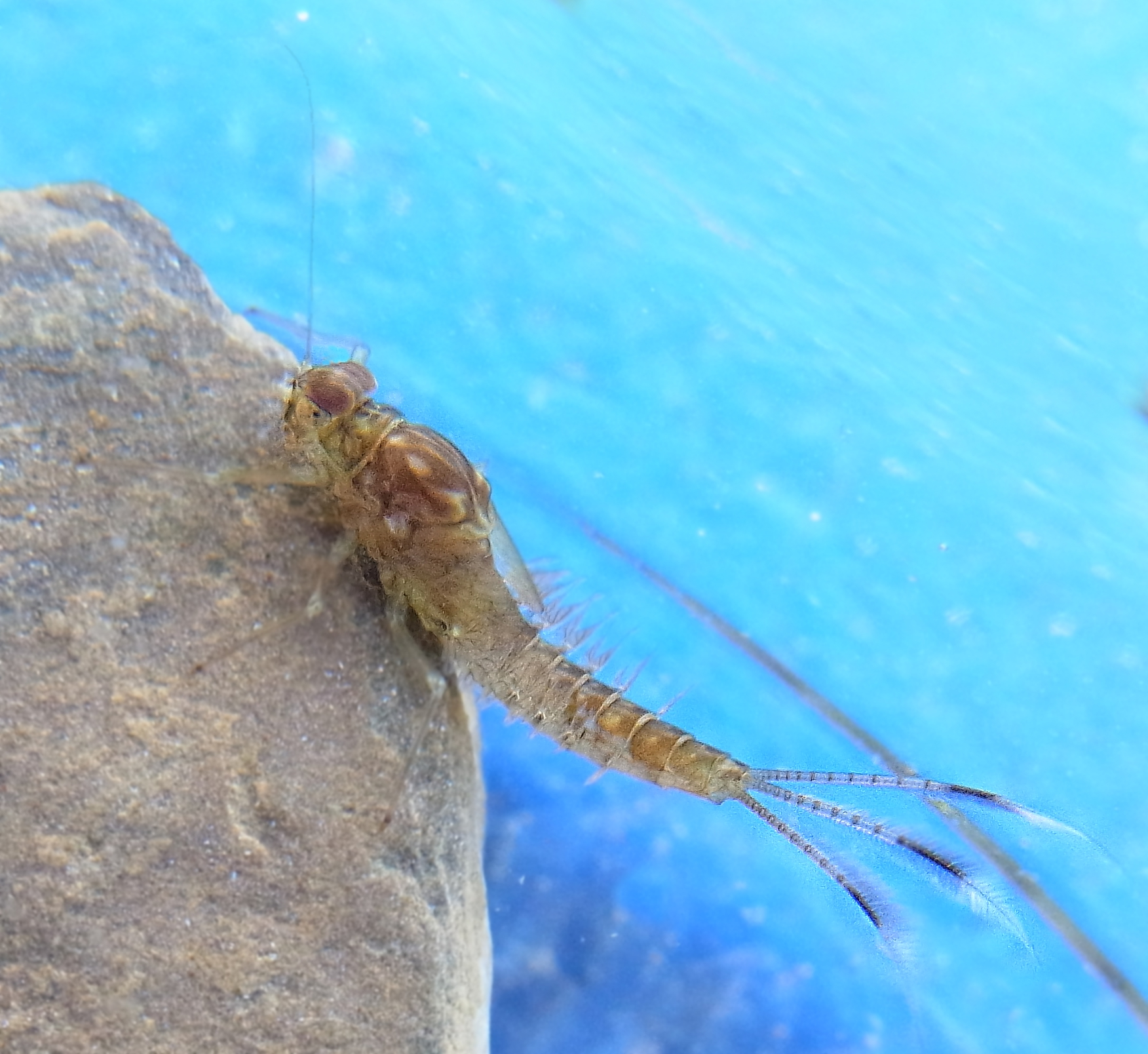
Bild 8: Larva
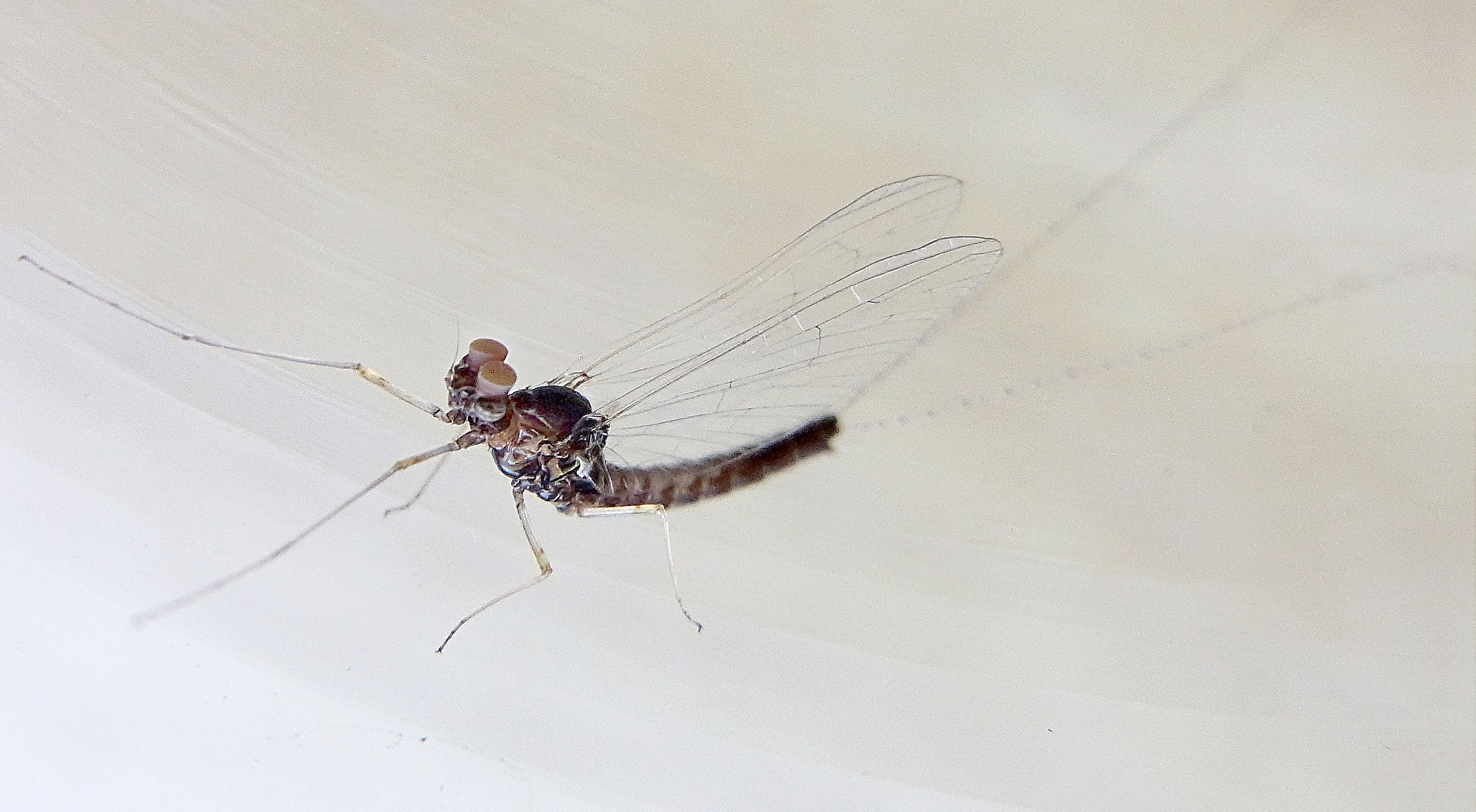
Bild 9: Männchen

## Belege
- Herbert W. Ludwig: Tiere und Pflanzen unserer Gewässer. BLV Verlagsgesellschaft, München 2003, ISBN 3-405-16487-7, S. 166.